# 鹿児島県立川内商工高等学校

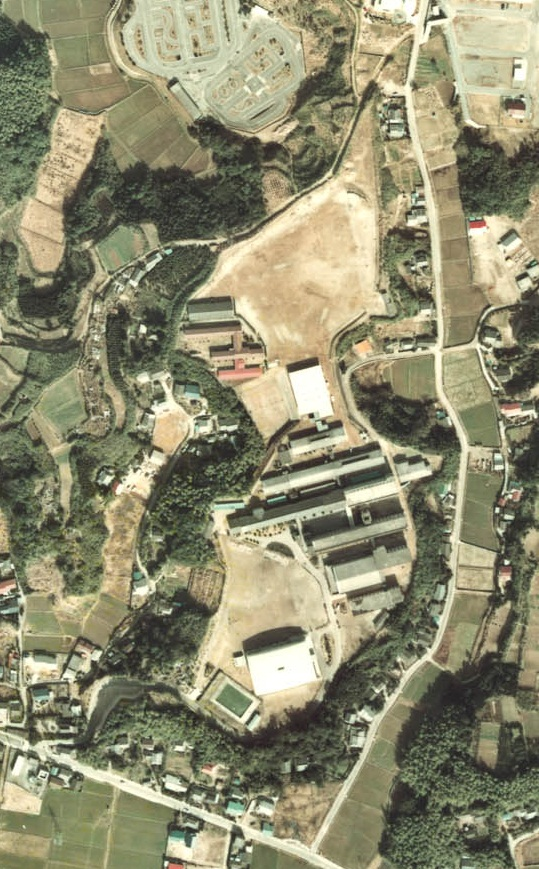
1974年頃の川内商工高等学校。

鹿児島県立川内商工高等学校（かごしまけんりつ せんだいしょうこうこうとうがっこう）は、鹿児島県薩摩川内市平佐町にある県立高等学校。

## 概要
薩摩川内市川内地域（旧川内市）のほぼ中央部に位置している。学区は薩摩学区に属し、3つの工業系学科と商業科からなる。男女共学だが科によって男女比は異なる。機械科・電気科は男子生徒、商業科は女子生徒が圧倒的に多い。インテリア科は女子生徒の方が多い傾向にある。
前身は1928年に創立した長浜学園川内商業学校、1938年に創立した私立薩摩商工学校、1942年に創立した私立川内工業学校であり、後に3校は川内市に移管されたのち、戦後の学制改革により川内市立高等学校となり、全日制と定時制（定時制は1977年に廃止）が設置された。その後1956年に鹿児島県に完全に移管された。

## 設置学科
全日制課程
- 機械科
- 電気科
- インテリア科
- 商業科

## 沿革
統合前
- 1928年 - 長濱学園私立川内商業学校創立
- 1938年 - 私立薩摩商工学校創立
- 1942年 - 川内商業学校と併設して私立川内工業学校創立
- 1943年 - 上記の3校が川内市に移管される。
- 1944年 - 薩摩商工学校が川内市立女子商業学校と改称

統合後
- 1948年 - 学制改革により上記の3校が統廃合し、川内市立高等学校となる（全日制部と定時制部）
- 1950年 - 川内市立高等学校の全日制部が県に移管、鹿児島県川内商工高等学校と改称
- 1956年 - 定時制部も県に移管し再び合併、鹿児島県立川内商工高等学校と改称
- 1977年 - 定時制部廃止

## 交通
肥薩おれんじ鉄道・JR九州新幹線・JR鹿児島本線「川内駅」東口より徒歩19分

## 校訓
- 自主
- 向学
- 明朗

## 部活動
2020年現在

### 体育会系
- 野球
- 剣道
- バスケットボール
- ソフトテニス
- 卓球
- 水泳
- ハンドボール
- サッカー
- バレーボール
- 柔道
- ボート
- バドミントン
- ソフトボール
- 陸上
- 弓道
- 男子硬式テニス

### 文化系
- 吹奏楽
- ワープロ
- 放送
- 美術
- 写真
- ボランティア
- 軽音楽
- メカトロ
- エネルギー工作研究
- 書道
- 英語同好会
- 簿記同好会
- 木工同好会

## 主な出来事

### 喫煙
1978年に行われた日教組の教育研究全国集会生活指導分科会では、喫煙で問題が生じている学校の一例として川内商工が取り上げられた。当時、学校トイレ内での喫煙が後を絶たなかったため、トイレのドアを外さざるを得なかった実情が報告されている（その後、生徒からの苦情で上・下が開いているドアが設置された）。喫煙が発覚した生徒には禁煙誓約書の提出を求めていた。

### 体罰
2015年4月、男子バレーボール部員が同部顧問から平手打ちされ口内を出血する怪我を負う。同年10月、同部員が運動中に負傷した際に同顧問から治療の機会を奪われた。後、被害生徒は転校。
2016年2月、同部顧問を減給6カ月の処分。
2017年1月、元部員だった被害男性が、部の高成績を求める保護者からの要望もあり加害顧問が同部に第2顧問として復帰している事を知り「二度と同じような思いをする生徒を出したくない」と鹿児島県に賠償請求を求める訴訟。
2018年3月26日、鹿児島地裁にて県が体罰を認めて謝罪するとともに、和解金60万円を支払うことで和解。

## 著名な卒業生
- 小西真奈美 -女優
- にわのまこと -漫画家